# Hôtel Hyatt Regency Paris Étoile
A Hôtel Hyatt Regency Paris Étoile, korábban a Hôtel Concorde La Fayette (1974-2013), egy felhőkarcoló Párizsban, a Porte Maillot közelében, a 17. kerületben található. A Constellation Hotels Holdings tulajdonában van.
137 méteres magasságával az egyik legmagasabb francia szálloda a lyoni Tour Part-Dieu után (és Párizs negyedik legmagasabb épülete az Eiffel-torony, a Tour Montparnasse és a párizsi törvényszék épülete után, de kisebb, mint a közelben található La Défense negyed néhány épülete); a tetőn elhelyezett antenna lehetővé teszi még a 190 méteres magasság elérését is. Harmincnyolc emeletével 995 szobának és lakosztálynak ad otthont. A szomszédban található Palais des Congrès a párizsi kongresszusi központok egyike. 

## Képgaléria

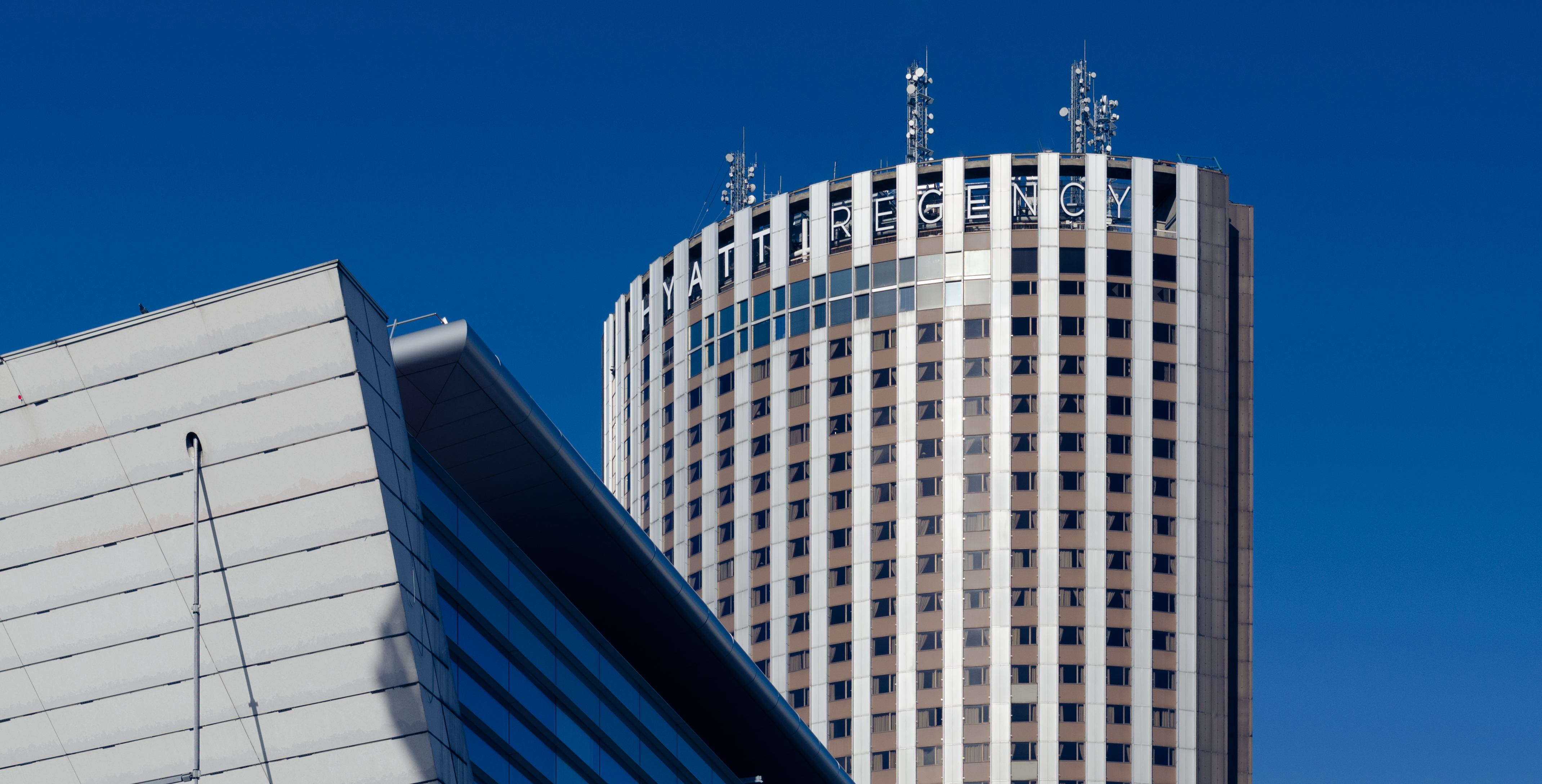